# Termas Geométricas

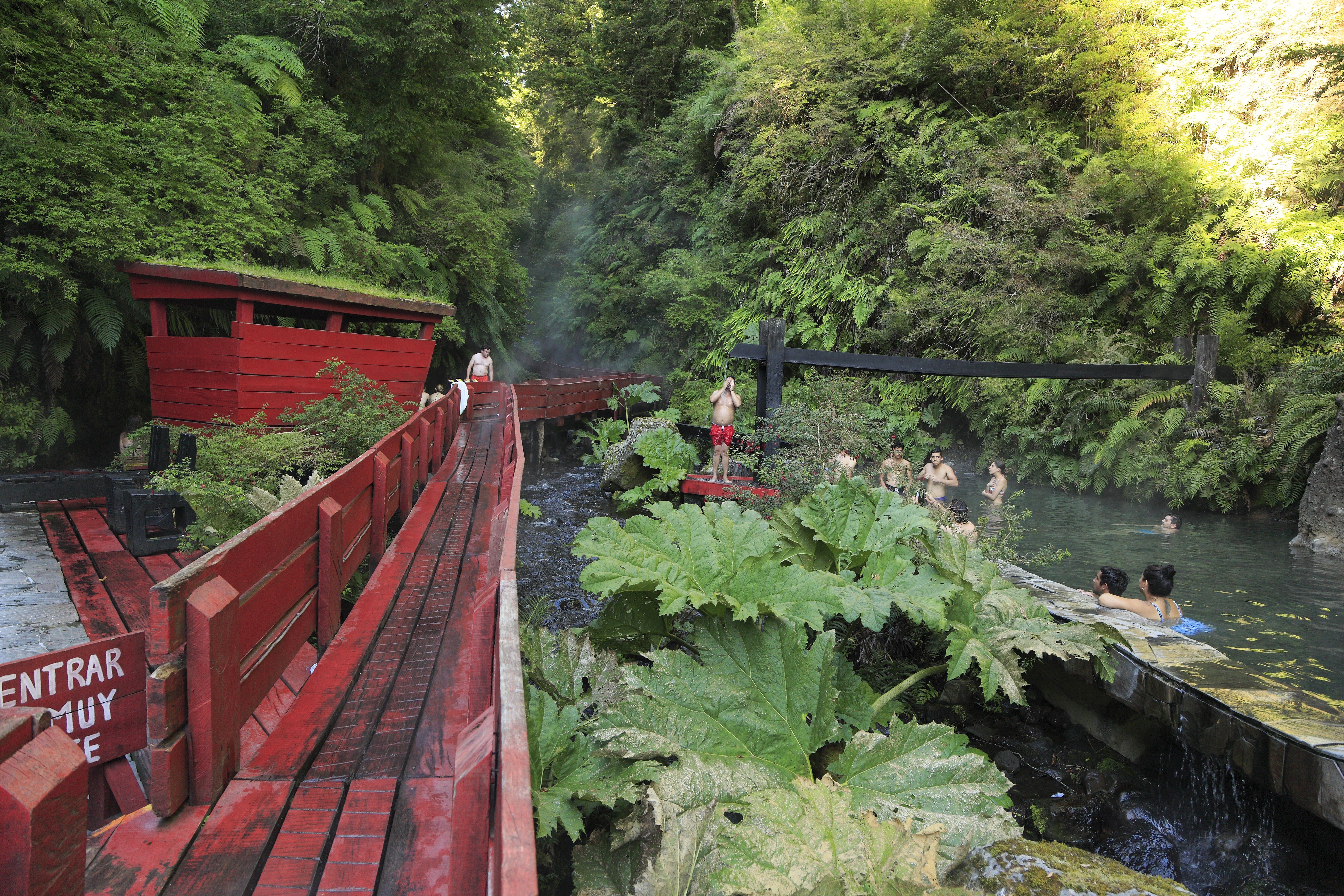
Otra vista de la pasarela entre los pozones y la vegetación de las termas

Las Termas Geométricas, son unas baños termales ubicados en la Región de Los Ríos, en Chile. inmersas en el Fundo Cajón Negro de propiedad de la familia Martini Becerra, cercanas a la localidad de Coñaripe, junto al estero Aihué, afluente del río El Venado.
Reciben su nombre a partir del diseño inspirado en la geometría de la infraestructura alrededor de las termas, proyecto  fue terminado de construir en 2004  y diseñado por el arquitecto Germán del Sol, quien también diseñó las famosas Termas Puritama en el Desierto de Atacama.

## Descripción
Los baños constan de unas sesenta fuentes de agua termal que brotan naturalmente a 80 °C de temperatura, en los faldeos surorientales del volcán Villarrica, conformando veinte pozones con pasarelas fabricadas en madera de coihue que recorren 500 m de una quebrada natural rodeada de vegetación típica de la ecorregión de la selva valdiviana. Sus típicas pasarelas de madera, pintadas de un intenso color rojo para resaltar, se configuran como una gran rampa continua sin escalones, que dan acceso a las piscinas, las que se sitúan a ambos lados de la pasarela. De los veinte pozones, solo dieciocho se utilizan como baño (entre 35 °C y 45 °C), mientras que las demás, que cuentan con 86 °C promedio, sirven para regular la temperatura del resto por sistemas de compuertas y esclusas, de modo que el agua se mantiene termal al enfriarse solamente por el ambiente.

## Acceso
Las Termas Geométricas son un importante destino turístico en el sur de Chile, existiendo tours regulares desde las cercanas ciudades de Villarrica y Pucón. Desde ahí, se accede a las termas yendo al sur, camino a Lican Ray. Desde Lican Ray, se debe seguir la carretera bordeando el Lago Calafquén hasta el poblado de Coñaripe. Desde allí, se debe seguir hacia el noreste por un camino de asfaltado y de ripio por 17 kilómetros, camino a las termas de Palguín.